# Куэйк
Куэйк (англ. Quake Lake), полное официальное название Эрткуэйк (англ. Earthquake Lake, рус. Озеро Землетрясения) — озеро в Монтане (США) на территории округов Галлатин и Мадисон.

## География
Озеро образовалось 17 августа 1959 года в результате землетрясения. К настоящему времени озеро, названное просто Землетрясение, имеет в длину 9,7 км, в ширину 0,3—0,5 км, и максимальную глубину в 58 метров. Озеро почти полностью находится на территории национального леса Галлатин.

### Образование озера
17 августа 1959 года в Монтане произошло землетрясение магнитудой 7,1—7,5 по шкале Рихтера. Оползень массой 80 миллионов тонн перегородил реку Мадисон и многие её притоки, скорость оползня составила до 160 км/ч, по пути с южного склона горы Шип он уничтожил несколько палаток с туристами, 28 человек погибли. Запертые воды заполнили свободное место — то, что ныне является озером Куэйк, на его образование ушло меньше месяца. Плотина находящегося выше по течению озера Хебген пошла трещинами, но выдержала, через несколько недель все её повреждения были устранены. Чтобы предотвратить новый оползень, вызванный растущим на глазах озером, была проведена одна из крупнейших мобилизаций Инженерных войск в истории Запада США, и срочно построенный слив помог предотвратить новую трагедию.